# Newton Brook (dopływ Stewiacke River)
Newton Brook – strumień (brook) w kanadyjskiej prowincji Nowa Szkocja, w hrabstwach Colchester i Halifax, płynący w kierunku północno-zachodnim i uchodzący do Stewiacke River; nazwa urzędowo zatwierdzona 12 grudnia 1939.